# بين مارتينز
بين مارتينز (بالإنجليزية: Ben Martins)‏ هو سياسي جنوب أفريقي، ولد في 2 سبتمبر 1956 في جنوب أفريقيا. حزبياً، نشط في المؤتمر الوطني الأفريقي.